# 布萊恩·瓊斯鎮大屠殺
布萊恩·瓊斯鎮大屠殺（英語：The Brian Jonestown Massacre）是一個美國音樂團隊，由安東·紐康姆領導。樂團於1990年在三藩市成立。
布萊恩·瓊斯鎮大屠殺是由紐康姆於1990年組成的。他們早期的音樂風格是瞪鞋搖滾。在他們的首張專輯《Methodrone》之後，樂團的音樂轉變為更廣泛的迷幻搖滾風格，將如車庫搖滾、民謠搖滾，以及後來的電子音樂風格融入到他們的音樂中。他們繼續對多個音樂風格進行嘗試。
樂團是2004年紀錄片《Dig!》的主題，並且因為他們動盪的工作關係，還有領導者紐康姆的古怪行為而獲得媒體的惡名昭著。到目前為止，布萊恩·瓊斯鎮大屠殺已經發行了十七張專輯、五張合輯、五張現場專輯、十三張迷你專輯、十六張單曲，以及兩張不同表演者合輯。

## 1993年–1996年：早年
樂隊的名稱是一個混成詞，以搖滾樂隊滾石樂隊的創始人和吉他手，以及圭亞那瓊斯鎮臭名昭著的大型自殺邪教而命名。
布萊恩·瓊斯鎮大屠殺的首張專輯《Spacegirl and Other Favorites》於1995年只作黑膠唱片發行，限量500張。專輯包括1994年發行的"Hide and Seek"，樂隊接著的專輯《Methodrone》受到在發行前幾年獲得重視的瞪鞋搖滾類型的很大影響。專輯的超凡搖滾音樂與例如Galaxie 500、Spacemen 3和My Bloody Valentine的樂隊相媲美。專輯中的兩首曲"She Made Me"和"Evergreen"，曾於1992年以雙A面單曲發行。
樂隊在1996年經歷了熱烈的錄音時期，發行了三張大型專輯。《Their Satanic Majesties' Second Request》反映1960年代迷幻文化的模仿作品。專輯還包括了與各種不同樂器的廣泛試驗，包括Indian drones、錫塔琴、電子琴、Farfisa、迪吉里杜管、塔布拉鼓、康加鼓和鐵片琴。專輯的標題是滾石樂隊的1967年專輯《Their Satanic Majesties Request》的一個模仿作品。
樂隊的第二張專輯是1996年發行的《Take It from the Man!》，源於節奏藍調，並受到滾石樂隊的極大影響。專輯包括歌曲"Straight Up and Down"，後來被用作HBO電視劇《酒私風雲》（2010年-2014年）的主題曲。
在那年發行的第三張和最後一張專輯是《Thank God for Mental Illness》。專輯探索了鄉村和節奏藍調等類型。專輯分為兩部分，第一部分主要是低音，原聲歌曲，而後半部分是一系列歌曲合併成一首名為"Sound of Confusion"的曲目。"Sound of Confusion"具有平常歌曲和非常抽象聲音的大雜燴。

## 外部連結
- Official website （页面存档备份，存于）